# Sous-lieutenant Natacha
Pour plus de détails, voir Fiche technique et Distribution.
Sous-lieutenant Natacha (Υπολοχαγός Νατάσσα, Hypolochagos Natassa) est un film grec réalisé par Nikos Foskolos et sorti en 1970.
Tourné avec la grande star du cinéma grec de l'époque, ce film est avant tout au service de la propagande nationaliste de la dictature des colonels dans sa présentation caricaturale de l'occupant allemand et des héroïques résistants (non communistes) grecs. Premier au box office en 1970, il est l'un des plus grands succès du cinéma grec.

## Synopsis
Natassa Arseni (Alíki Vouyoukláki) effectue en 1965 un pèlerinage au camp de concentration de Dachau d'où elle avait été libérée par les Américains en 1945. Dans le train qui la ramène en Grèce, elle se souvient de ses aventures durant la seconde guerre mondiale. Au moment de l'invasion allemande de la Grèce, au printemps 1941, elle avait rencontré dans son village natal un résistant, Orestis (Dimitris Papamichael), qu'elle avait ensuite retrouvé par hasard quelques mois plus tard à Athènes, où elle gagnait sa vie comme chanteuse et actrice. La résistance grecque à l'occupation allemande scellera leurs destins communs et les mènera jusqu'en Égypte. Arrêtée en Grèce en juillet 1943, Natassa Arseni sera torturée, puis déportée en Allemagne, alors qu'Orestis sera tué par erreur par des résistants grecs.

## Fiche technique
- Titre : Sous-lieutenant Natacha
- Titre original : Υπολοχαγός Νατάσσα (Hypolochagos Natassa)
- Réalisation : Nikos Foskolos
- Scénario : Nikos Foskolos
- Société de production : Finos Film
- Directeurs de la photographie : Dimos Sakellariou, Yórgos Arvanítis, Nikos Gardelis
- Montage : Vasilis Syropoulos
- Direction artistique : Markos Zervas
- Musique : Kostas Kapnisis (en)
- Pays d'origine : Grèce
- Genre : drame historique
- Format : 35 mm couleur
- Durée : 124 minutes
- Date de sortie : 1970

## Distribution
- Alíki Vouyoukláki : Natacha Arseni
- Dimitris Papamichael : Orestis
- Kóstas Karrás : Max
- Eleni Zafeiriou (en) : la mère de Natacha
- Kakia Panagiotou (el) : Liza
- Andreas Philippidis (el) : le père de Natacha
- Spyros Kalogirou (el) : le major